# Pablo García (músic)
Pablo García (Barbadillo del Pez, Burgos, 1891 - [...?]) músic i monjo benedictí de Santo Domingo de Silos.
Professà el 1909 i s'ordenà de sacerdot el 1915. Des de jove es dedicà a l'estudi de la música i cant gregorià; el 1923 fou traslladat a la fundació benedictina de Nostra Senyora de Estabiz (Vitòria).
Va traduir Los primeros mandamientos, col·lecció de sermons en francès de l'Ami du Clergé, 1903 (Valladolid, 1923).